# Портела-даш-Кабраш
Портела-даш-Кабраш (порт. Portela das Cabras; МФА: [puɾ.ˈte.ɫɐ dɐʃ ˈka.bɾɐʃ]) — парафія в Португалії, у муніципалітеті Віла-Верде. Розташована в північно-західній частині країни, на теренах історичної португальської провінції Дору-Міню. Входить до складу округу Брага. За адміністративним поділом, чинним до 1976 року, терени парафії були складовою провінції Міню. Належить до Бразької архідіоцезії Католицької церкви. Патрон — Ісус Христос. Площа — 2,4616 км². Населення — 278 ос. (2011). Слабо урбанізований регіон. Густота населення — 112,93 осіб/км²
. Код — 031338.

## Населення
| Кількість мешканців | Кількість мешканців | Кількість мешканців | Кількість мешканців | Кількість мешканців | Кількість мешканців | Кількість мешканців | Кількість мешканців | Кількість мешканців | Кількість мешканців | Кількість мешканців | Кількість мешканців | Кількість мешканців | Кількість мешканців | Кількість мешканців |
| ------------------- | ------------------- | ------------------- | ------------------- | ------------------- | ------------------- | ------------------- | ------------------- | ------------------- | ------------------- | ------------------- | ------------------- | ------------------- | ------------------- | ------------------- |
| 1864                | 1878                | 1890                | 1900                | 1911                | 1920                | 1930                | 1940                | 1950                | 1960                | 1970                | 1981                | 1991                | 2001                | 2011                |
| 233                 | 197                 | 218                 | 219                 | 235                 | 280                 | 312                 | 358                 | 337                 | 311                 | 310                 | 320                 | 271                 | 256                 | 278                 |